# 弥香
弥香（みか、本名：熊谷 弥香〈くまがい みか〉、1988年3月19日 - ）は、日本の元ファッションモデル、女優。神奈川県横浜市出身。かつてプラチナムプロダクションに所属していた。

## 略歴
- 2008年から本格的に役者活動に入る。
- 「mina」「Soup.」のレギュラーモデル。 その他にも青文字系の雑誌を中心にファッションモデルとして活躍していた。[2]
- 2013年1月時点では中国圏での反響があり、上海神戸コレクションやTGC上海への出演、中国版mina増刊号や台湾版minaの表紙もかざる。[3]
- 2014年、コミュニティ“Superendroller“のメンバー。本名の熊谷弥香で役者の活動を続けている。
- 2017年9月、10年近く務めていたminaのモデルを2017年11月号をもって卒業した。
- モデル卒業と同時に2017年9月、プラチナムプロダクションを退所。
- 2019年に京都へ移住。陶芸の勉強を始める。
- 2018年“Poetic Mica Drops“結成。音楽家の茂野雅道、詩人の草間小鳥子と アーティスト活動を行っている。自身は、声や芝居を担当している。
- 2024年12月初の陶芸の個展を京都vivobarefootで開いた。

## 人物
- 1988年3月19日、午後11時58分生まれ[4]。趣味は、趣味： 絵を描く事、写真、料理、動物観葉植物を育てること。 特技： 料理

- 兄が2人いる。
- 子供の頃の夢はドッグトレーナー。
- 横浜市立荏田高校ではダンス部の部長。ダンスは小4から始めていた。
- 2008年知人の紹介でプラチナムプロダクションに所属。
- 2018年地元の同級生である詩人の草間と音楽家の茂野を誘い3人でお茶をしていたところユニットを組むことになったのが“Poetic Mica Drops“の始まり。
- 2019年1月結婚し京都に移住。その前に佐賀県へ3年間の陶芸の修行が決まっていたが、家族の事情で断念。
- 2021年から3年間、陶芸家清水志郎の元で陶芸の勉強をしながらアシスタントとして働く。
- 2021年からスタートしたLINE NEWS「VISION」にてポエトリーショートドラマ『今日、京都とミカと猫。』を、Poetic Mica Dropsと映像監督である宮嶋風花とともに制作し毎週土曜日に配信されていた。自身は出演と料理とダンスを担当。出演している動物たちは本当に飼っている猫とうさぎである。翌年には続編となる『今日、京都とミカと猫。2』が配信された。
- 大の動物好きである。

## 出演

### 映画
- 大奥 百花繚乱（2008年、エスピーオー） - ヒロイン・お春 役
- 花のあすか組 NEO!（2009年、GPミュージアムソフト） - かおり 役
- 1980s short movies meeting vol.0.5（2009年12月18日、監督：福田陽平）
- ローカルボーイズ!（2010年3月19日・20日、グランドラインプロジェクト） - 小百合 役
- 女子カメラ（2012年11月24日、佐世保映像社）
- 短編　門司港ららばい(2020年　監督和也)
- 短編「くもりのち晴れ」（2023年　監督:片山亨）
- 短編　「chair」（2023年　監督:堤健一）

### テレビドラマ
- リアル・クローズ（2008年9月16日、関西テレビ・フジテレビ）
- セレブと貧乏太郎  第10話（2008年12月16日、フジテレビ）
- インディゴの夜 第48 - 50話（2010年3月、フジテレビ） - 佐智子 役
- S -最後の警官-（2014年1月12日 - 3月16日、TBS） - 中井千里 役
- 花咲舞が黙ってない 第3話（2014年4月30日、日本テレビ） - 石渡美波 役
- 大岡越前8 第4話 「涙のお手玉」（2025年6月29日、NHK BS） - 美代 役

### その他
- キュンコレ(2009年、TOKYO MX）
- 東京上級デート ＃56「明治神宮外苑」（2013年5月29日、テレビ朝日）
- 「今日、京都とミカと猫。」（2021年LINE NEWS VISION）
- 「今日、京都とミカと猫。2」（2022年LINE NEWS VISION）
- 和歌山県「クマノザクラの桜守」小森川保存林の活動紹介ナレーション
- 和歌山県湯浅町　老舗しらす屋「前福」へレシピ提供
- 「富士フィルム機能性食品用原料」WEBサイトイメージモデル
- チーズtheater「Festa.」衣装担当
- 演劇引力廣島プロデュース公演「昼下がりの思春期たちは漂う狼のようだ」演出助手（2018年2月広島アステールプラザ、演出蓬莱竜太）

### 舞台
- GO,JET!GO!GO（2008年4月、Air Studio） - メグ 役
- 猫目倶楽部（2008年11月、池袋シアターグリーン） - 相川海帆 役
- マーダーファクトリー（2010年4月、シアター1010） - ミク 役
- 渋谷ハチ公前「ストックホルム」（2010年10月、RED/THEATER 演出:高橋努）- 主演　須藤　雪 役
- 渋谷ハチ公前「煮詰まる頃」（2011年1月、恵比寿エコー劇場　演出:高橋努） - 真咲 役
- 下町ダニーローズ 第13回公演 「演劇らくご『ヴェニスの商人？火焔太鼓の真実』」ヒロイン（2011年9月、池袋シアターグリーン演出:立川志らく）
- 下町ダニーローズ 第14回公演 立川談志追悼特別公演「演劇らくご『談志のおもちゃ箱』～ヴェニスの商人？黄金餅後日談」ヒロイン（2012年5月、新宿シアターモリエール　演出:立川志らく）
- 下町ダニーローズ 第15回公演 「演劇らくご『死神が舞い降りる街』」ヒロイン（2013年6月、赤坂レッドシアター演出:立川志らく）
- トウキョウ演劇倶楽部プロデュース公演Vol.2「Moonlight Rambler(ムーンライト・ランブラー)～月夜の散歩人～」（2013年7月、俳優座劇場、2013年8月、きゅりあん小ホール）
  - 黒鯛プロデュース「ピアノレッスン、なう。」（2013年サントリーホールBleuRose 演出:遠藤理史）
- 「AnytimeAnywhere」上野ストアハウス
- 下町ダニーローズ 第16回公演 「演劇らくご『芝浜』」（2014年5月、池袋シアターグリーン　演出:立川志らく） - ヒロイン　リカちゃん人形 役[5]
- Superendroller LIVE “scene01”「sea,she,see」（2015年原宿VACANT 演出:濱田真和）
- 下町ダニーローズ第17回公演「真景殺人事件」ヒロイン　（2015年池袋シアターグリーン演出:立川志らく）
- Superendroller LIVE “scene04”「tane&tiny」（2016年elephant STUDIO 演出:濱田真和）
- チーズtheater「美しいひと」（2016年4月SPACE梟門　演出”戸田彬弘）
- 張ち切れパンダ「私のいる、宇宙。」（2016年下北沢小劇場B1 演出:梨沢慧以子）
- 「広島に原爆を落とす日」（2016年東京芸術劇場シアターウエスト　演出:こぐれ修）
- 演劇引力廣島プロデュース公演「広島ジャンゴ」主演（2017年2月広島アステールプラザ、演出:蓬莱竜太）
- チーズtheater「THE VOICE」(2017年4月東京芸術劇場シアターウエスト演出”戸田彬弘）
- 張ち切れパンダ「モノクロの姉」（2018年演出:梨沢慧以子）
- チーズtheater「川辺市子のために/川辺月子のために」（2018年8月サンモールスタジオ　演出”戸田彬弘）
- Jr.5「徒然アルツハイマー」（2018年10月中野ウエストエンドスタジオ　演出:小野健太郎）

### PV
- 平川地一丁目「Tokyo」（2008年）
- blanc. 「summer affair」（2009年）
- 宮内優里「to be in on this」（2010年）
- 大和田慧「Closing time」（2019年）

### オリジナルビデオ
- 殺人動画サイト Death Tube（2010年、アルバトロス）

### ネット配信
- とりあえず生中（仮）月曜日（2009年、ニコニコ生放送） - ゲスト

### CM
- 大合奏！バンドブラザーズDX（2009年）
- 氷結「いい顔になろう」（2013年）
- 天藤製薬・ボラギノール（2014年）
- JR東海「トウキョウ⭐︎ブックマーク」
- 新宿サブナード　地下街イメージムービー
- Docomo「GALAXY NEXUS」
- au by KDDI「IS series」
- チヨダ「セダークレストランニング」
- 家樹WEB 「娘への贈り物編」

### その他
- 琉球石鹸HP広告
- 横浜ビブレ広告
- J:COM presents エヴァンゲリオン×美少女写真展-Girls Collection of EVANGELION-（2012年開催）

## 書籍

### 雑誌
- mina（主婦の友社、-2017年11月号） - レギュラーモデル
- soup.（モール・オブ・ティーヴィー） -   レギュラーモデル
- PS（小学館）
- CUTiE（宝島社）